# Centre de documentation et d’étude sur la langue internationale

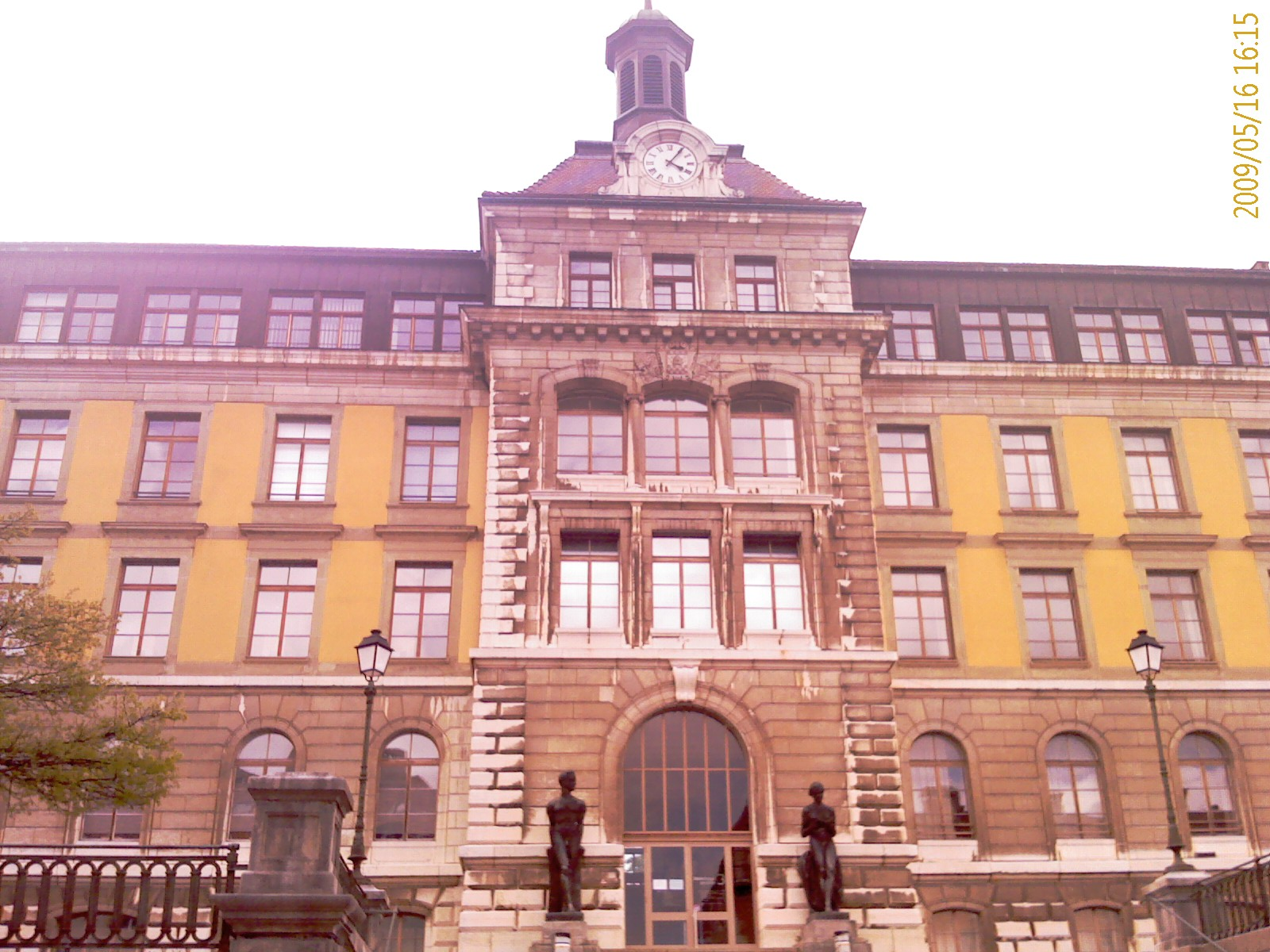
Die Bibliothek der Stadt La Chaux-de-Fonds, Sitz des CDELI

Das Centre de documentation et d’étude sur la langue internationale (CDELI; dt.: Zentrum für Dokumentation und Studium der internationalen Sprache) in La Chaux-de-Fonds, Schweiz, wurde 1967 von Claude Gacond gegründet. Es ist die Hauptfiliale der Stadtbibliothek und verfügt über mehr als 20'000 bibliografische Einheiten. Interlinguistisch neutral (daher «la langue internationale») zielt das CDELI darauf ab, Dokumente in und über alle Arten von konstruierten Sprachen zu bewahren: Es bietet neben Esperanto-Büchern und ‑Zeitschriften auch die umfangreichsten Sammlungen von Materialien unter anderem zu Volapük und Interlingue.